# Dr.-Böhm-Orgel
Die Dr.-Böhm-Orgel, später nur noch Böhm-Orgel genannt, ist eine Baureihe elektronischer Orgeln, die der Physiker Rainer Böhm in den 1960er-Jahren zunächst für ein Lehrbuch entwickelte und bis in die Mitte der 1980er-Jahre über sein Unternehmen Dr. Böhm in Minden produzierte.
Heute wird die Marke Böhm von der Firma Keyswerk Musikelektronik GmbH in Nienstädt betreut. Dort werden nach wie vor elektronische Orgeln für den Markt der Studio- und Bühnenmusiker, der Hausmusiker oder Alleinunterhalter produziert.

## Geschichte
Der Vertrieb der Instrumente erfolgte – ähnlich dem Vertrieb von Kraftfahrzeugen – über ein eigenes Netz von Firmenniederlassungen, primär in der Bundesrepublik Deutschland, jedoch auch im Ausland.
Die Instrumente wurden bis Ende der 1990er Jahre vorrangig zum Selbstbau angeboten. Der Kunde musste gemäß einer Bauanleitung zunächst alle Leiterplatten durch Auflöten der einzelnen Bauteile bestücken sowie die Tastaturen und Bedienelemente in das leere Orgelgehäuse einsetzen. Das gleiche Vertriebskonzept – Selbstbau in Kombination mit eigenen Werksniederlassungen – wurde später von der deutschen Orgelbaufirma Wersi adaptiert.
Die „klassische“ Dr.-Böhm-Orgel hat im Gegensatz zu anderen Entwicklungen eine analoge Tonerzeugung. Der jeweils höchste der 12 Halbtöne stammt aus je einem abstimmbaren „Hauptoszillator“, die tieferen Oktaven entstehen durch Frequenzteilung im Verhältnis 2:1, und zwar auf analogem Wege über synchronisierte Sperrschwinger-Oszillatoren.
Die Zuordnung der einzelnen Fußlagen zu den Tasten erfolgt bei diesen Modellen noch über eine sogenannte „Verharfung“: Unter jeder Taste befinden sich acht oder mehr gleichschaltende Kontakte aus versilbertem Federdraht, über die bei Tastendruck die NF-Signale an die entsprechenden Register weitergeleitet werden.
Die Disposition der Orgelregister orientiert sich am Vorbild der Kirchenorgel. Zu diesem Zweck bedient sich die Dr.-Böhm-Orgel der subtraktiven Synthese. Der elektronische Tongenerator (siehe Sperrschwinger) erzeugt – ähnlich wie beim Moog-Synthesizer – obertonreiche Ausgangstöne in Sägezahnform. Für die Klangcharakteristika der einzelnen Register werden diese Ausgangstöne elektrisch durch sogenannte LC-Schwingkreise gefiltert. Damit ist ein grundsätzlicher Unterschied zur Hammond-Orgel oder ähnlichen Instrumenten gegeben, deren Tonerzeugung auf der Addition von Sinus-Schwingungen beruht.
Instrumente bis zum Baujahr 1974 kann man überdies mit verschiedenen musikalischen Temperaturen betreiben, da jeder der zwölf Halbtöne über seinen „Hauptoszillator“ einzeln gestimmt werden kann. Durch den Wechsel der Tongeneratoren von Transistorschaltungen zu moderneren integrierten Schaltkreisen ging diese Möglichkeit jedoch verloren, die Instrumente wurden gleichschwebend.
Im Laufe der Zeit wurden aufgrund der Marktnachfrage für die Dr.-Böhm-Orgel zahlreiche Zusatzmodule und Erweiterungen angeboten, die ebenso im Selbstbau in das Instrument nachgerüstet werden konnten. Ausgehend von der „reinen Lehre“ der elektronischen Kirchenorgelsimulation entstanden immer mehr Zusatzeffekte, die das Ein- und Ausschwingverhalten natürlicher Instrumente simulierten oder eine Annäherung an die Hammond-Orgel durch Sinus-Zugriegel und ein elektronisch nachempfundenes Leslie-Kabinett versuchten. Es gab „elektronische Schlagzeuge“, die, in Kombination mit einer einfachen automatischen Bassbegleitung, unter dem Namen „Böhmat“ angeboten wurden (der Begriff Drumcomputer wurde noch nicht verwendet), zusätzliche Spielhilfen und sogar Synthesizer- und ab ca. 1984 sogar Sampling-Baugruppen.
Im Jahr 1977 brachte man mit der Professional 2000 erstmals eine Orgel mit elektronischer Tastung und aufwändiger Modultechnik heraus. Dieses Modell bot außerdem erstmals auf dem Markt LED-Anzeigen in den Bedienelementen und einen frei vom Spieltisch programmierbaren Registerspeicher-Computer. Die Piano-Sektion Strings-Piano bot zudem erstmals in einer E-Orgel eine Anschlagdynamik.
Die Dr.-Böhm-Orgel kam zu ihrer Zeit primär als Heimorgel oder als Instrument für Alleinunterhalter zum Einsatz. Jedoch auch in kleineren Kirchen waren Exemplare zu finden, die dort als Ersatz für eine Pfeifenorgel fungierten. Speziell hierfür gab es sogar das viermanualige Modell GnT. Aber auch in der Popmusik oder im Jazz kamen diese Orgeln dank ihrer vielen dafür optimierten Zusatzoptionen zum Einsatz.
Mit Böhm-Orgeln traten und treten bis heute bekannte Künstler wie Ady Zehnpfennig, Mark Shakespeare, Max Greger jr., Hady Wolff, Robert Bartha, Mark Whale oder DirkJan Ranzijn auf und verschaffte den Instrumenten Bekanntheit.
Mitte der 1980er Jahre ging die Produktion der analogen Dr.-Böhm-Orgeln durch die Entwicklung digitaler Tonerzeugungssysteme – auch im gleichen Hause – langsam zurück. Sie wurde dann nach einem Brand in der Lagerhalle des Herstellers in der Nacht zum 13. Juli 1985 abrupt eingestellt. Besitzer und Liebhaber dieser früheren Instrumente finden diese Modelle oder Ersatzteile dafür in großer Zahl auf dem Gebrauchtmarkt. 1985 wurde auch der modulare Synthesizer SoundLab als Bausatz produziert, der im Prinzip einem herkömmlichen Moog-Synthesizer nachempfunden war, aber bereits mit rauscharmen Curtis-ICs daher kam und einige zusätzliche Features enthielt (monophon/duophon, steuerbare Hüllkurvengenerator, FM- und Sync-Eingänge, integrierbares einstimmiges 8-Bit Samplemodul). Da zur gleichen Zeit die Digitalsynthesizer den Markt eroberten, blieb der SoundLab-Synthesizer aber relativ unbekannt und ist heute eine Rarität, zumal die meisten Bausätze ebenfalls verbrannten.
Im April 2016 stellte die Firma Keyswerk das „BÖHM Cloud Studio“ vor, eine Orgel, die einen integrierten PC und ein zusätzliches 17,4" Touchdisplay besitzt.